# 引き抜き屋
『引き抜き屋』は、作家・雫井脩介によるシリーズ小説。2018年3月15日に『引き抜き屋（1）鹿子小穂（かのこ・さほ）の冒険』『引き抜き屋（2）鹿子小穂の帰還』がPHP研究所から刊行された。父親が招聘した人物の策略により父が創業したアウトドア用品メーカーを強引に辞めさせられた女性が新米ヘッドハンターとなって陰謀渦巻く業界に飛び込んでいくさまを描く。
2019年11月から12月までWOWOW「連続ドラマW」枠でテレビドラマ化された。

## 登場人物
鹿子小穂（かのこ さほ）
このシリーズ小説の主人公。新米ヘッドハンター。父親が創業したアウトドア用品メーカーに勤務していたが、父親が招聘したある人物の策略により辞職させられてしまう。
大槻
小穂の父親が招聘した人物。小穂を取締役会に掛けて辞めさせてしまう。
並木剛（なみき つよし）
小穂が再就職したヘッドハンターの会社「フォルテフロース」のボス。
渡会花緒里（わたらい かおり）
「フォルテフロース」所属の敏腕女性ヘッドハンター。小穂を「フォルテフロース」にヘッドハンティングした張本人。

## 書誌情報
雫井脩介 『引き抜き屋』シリーズ
- 単行本
  1. 鹿子小穂の冒険、PHP研究所、2018年3月15日発売、ISBN 978-4-569-83741-3[1]
  2. 鹿子小穂の帰還、PHP研究所、2018年3月15日発売、ISBN 978-4-569-83765-9[2]
- 文庫
  1. 鹿子小穂の冒険、PHP文芸文庫、2019年11月9日発売、ISBN 978-4-569-76970-7
  2. 鹿子小穂の帰還、PHP文芸文庫、2019年11月9日発売、ISBN 978-4-569-76971-4

## テレビドラマ
『引き抜き屋 〜ヘッドハンターの流儀〜』（ひきぬきや ヘッドハンターのりゅうぎ）のタイトルにおいて、2019年11月16日から12月14日までWOWOW「連続ドラマW」枠で放送。主演は松下奈緒。

### キャスト
- 鹿子小穂 - 松下奈緒
- 渡会花緒里 - 内田有紀
- 並木剛 - 小手伸也
- 畔田知行 - 要潤[5]
- 所美南 - 秋元真夏[5]
- 井納尚人 - 田野倉雄太[6]
- 岩清水誠 - 中林大樹[5]
- 鹿子隆造 - 長谷川初範[5]
- ビリー・リー - テイ龍進[6]
- 川辺 - 芹澤興人[7]
- 田中 - 飯田基祐
- 鹿子みどり - 高橋ひとみ[6]
- 大槻信一郎 - 杉本哲太[5]
- 戸ケ里正樹 - 渡部篤郎

### ゲスト

#### 第1話
- 吉岡美穂（第2話・最終話）
- 冨家規政（第2話、第4話・最終話）
- 真田光俊 - 石井正則（第4話）
- 若狭大祐 - 戸次重幸[6]
- 三好初彦 - 木村祐一[6]
- 幡野一明 - 神尾佑[6]
- 小川剛生（第2話・最終話）

#### 第2話
- 山室久志 - 原田泰造[6]
- 森吉会長 - 螢雪次朗
- 野中晃 - 水橋研二
- 副店長鈴木 - 徳井優
- 樫尾篤紀（第4話・最終話）
- 飯島莉央（最終話）

#### 第3話
- 二見邦久 - 笹野高史[6]
- 高田晴久 - 駿河太郎[6]
- 野々宮徹 - 井上肇
- 城戸健司 - 忍成修吾（第4話）[6]
- 坂田聡
- 瀬川 - 西沢仁太
- 原田 - 大西武志
- 定村 - 春海四方
- 山賀教弘

#### 第4話
- 新藤義明 - 袴田吉彦
- 羽村亨 - 大石吾朗

#### 最終話
- 醍醐達郎 - 石黒賢[6]

### スタッフ
- 原作 - 雫井脩介 『引き抜き屋（1）鹿子小穂の冒険』『引き抜き屋（2）鹿子小穂の帰還』（PHP研究所刊）
- 脚本 - 渡辺千穂
- 監督 - 西浦正記
- 音楽 - 木村秀彬
- チーフプロデューサー - 青木泰憲
- プロデューサー - 村松亜樹、平部隆明、河添太
- 制作協力 - ホリプロ
- 製作著作 - WOWOW

### 放送日程
| 話数  | 放送日   |
| ----- | -------- |
| 第1話 | 11月16日 |
| 第2話 | 11月23日 |
| 第3話 | 11月30日 |
| 第4話 | 12月07日 |
| 第5話 | 12月14日 |

| WOWOW 連続ドラマW 土曜オリジナルドラマ   | WOWOW 連続ドラマW 土曜オリジナルドラマ                           | WOWOW 連続ドラマW 土曜オリジナルドラマ             |
| 前番組                                   | 番組名                                                           | 次番組                                             |
| ---------------------------------------- | ---------------------------------------------------------------- | -------------------------------------------------- |
| トップリーグ （2019年10月5日 - 11月9日） | 引き抜き屋〜ヘッドハンターの流儀〜 （2019年11月16日 - 12月14日） | 彼らを見ればわかること （2020年1月11日 - 2月29日） |